# André Drobecq
André Drobecq was een Franse wielrenner. Hij finishte in de Ronde van Frankrijk van 1926 als 41e en laatste en won daarmee de spreekwoordelijke rode lantaarn. Hij nam deel als niet aan een merk verbonden tourist routier.
In Ronde van Frankrijk van 1927 eindigde Drobecq als 37e.